# Companhia de Moçambique

Karte, herausgegeben von der CdM (1901)

Die Companhia de Moçambique (deutsch Mosambik-Gesellschaft) war eine königliche Gesellschaft in der portugiesischen Kolonie Mosambik, die konzessioniert war auf dem Gebiet der heutigen Provinzen Manica und Sofala.
Die Gesellschaft wurde im Februar 1891 mit einem Eigenkapital von 40.000 Pfund, knapp 5 Millionen Dollar, durch Geldgeber aus Deutschland, dem Vereinigten Königreich und Südafrika errichtet. Bald dominierten britisches und französisches Kapital.
Die Konzession wurde auf einen Zeitraum von 50 Jahren gewährt, in dem die Gesellschaft die örtlichen Ressourcen und die Arbeitskraft ausnutzen konnte. Der Gesellschaft wurde das Exklusivrecht eingeräumt, Steuern zu erheben, sie erhielt selbst 25 Jahre Steuerfreiheit. Im Gegenzug sollte der portugiesische Staat 7,5 % des Gewinns erhalten und 10 % der ausgegebenen Anteile. Zudem sollte die Gesellschaft 1000 portugiesische Familien ansiedeln und in ihrem Gebiet für Ausbildung und öffentliche Verwaltung sorgen.
Tatsächlich machte die Gesellschaft nur teilweise von den ihr gewährten  Rechten Gebrauch und erfüllte wiederum nur einen Bruchteil ihrer Verpflichtungen. Mit ihrer begrenzten Kapitalausstattung konnte sie nur wenig für die Entwicklung des Gebietes tun und erzielte die größten Vorteile aus der Ausnutzung der Arbeitskräfte auf den Plantagen und Ländereien. Widerstand gegen verschärfte Arbeitsverpflichtungen und -regelungen war ein Grund für Rebellionen in den Jahren 1902 und 1917. Die Gesellschaft konnte ihren Verpflichtungen für Ruhe und Ordnung zu sorgen nicht nachkommen und in beiden Fällen musste Portugal teure Interventionen starten.
Die Companhia de Moçambique hatte ihr Hauptquartier in Beira, wo sie die öffentliche Verwaltung und die Postämter kontrollierte. Sie gründete auch eine Privatbank, die Anteilscheine in Pfund ausgab.
Aufgrund des mangelhaften Erfolgs und wegen einer Änderung im Salazar-Regime wurde die Konzession bei Auslaufen 1942 nicht erneuert. Der Gouverneur von Manica und Sofala kommentierte:

„Sie taten nichts zur Entwicklung des potentiellen Reichtums dieser ganzen Region und zogen es vor sie auszuplündern und die Eingeborenen zu entfremden.“

Am 8. Juli 1942 ging das Gebiet von Manica und Sofala in die Verantwortung der portugiesischen Kolonialbehörden über, während die Companhia, nun unter dem Namen SARL, ihre Aktivitäten im landwirtschaftlichen und Handelssektor fortsetzte.
Am 20. Oktober 1961 wurde aus ihr die Grupo Entreposto Comercial de Moçambique und wandelte sich am 6. September 1972 in eine Holding unter Beteiligungskapital anderer Gesellschaften wie der Entreposto-Gestão e Participações (SGPS) SA.